# Institut Otto-Suhr
Pour les articles homonymes, voir Suhr (homonymie).
L'Otto-Suhr-Institut für Politikwissenschaft (Institut Otto Suhr de science politique) (OSI) est un institut de l'université libre de Berlin. Il fait partie du département de science politique et sociale et est le plus grand institut de science politique en Allemagne. Il porte le nom du bourgmestre-gouverneur de Berlin-Ouest Otto Suhr. Il comprend 3 500 étudiants, dont 17 % proviennent de l'étranger.

## Histoire
L'OSI est fondé en 1959 pour succéder à l'Université allemande de politique fondée en 1920 et devenue durant le nazisme une faculté de politique étrangère rattaché à l'université libre de Berlin sous la direction de Franz Six. Il rouvre après la Seconde Guerre mondiale en 1948. Une partie s'installe dans l'institut Kaiser-Wilhelm d'anthropologie, d'hérédité humaine et d'eugénisme

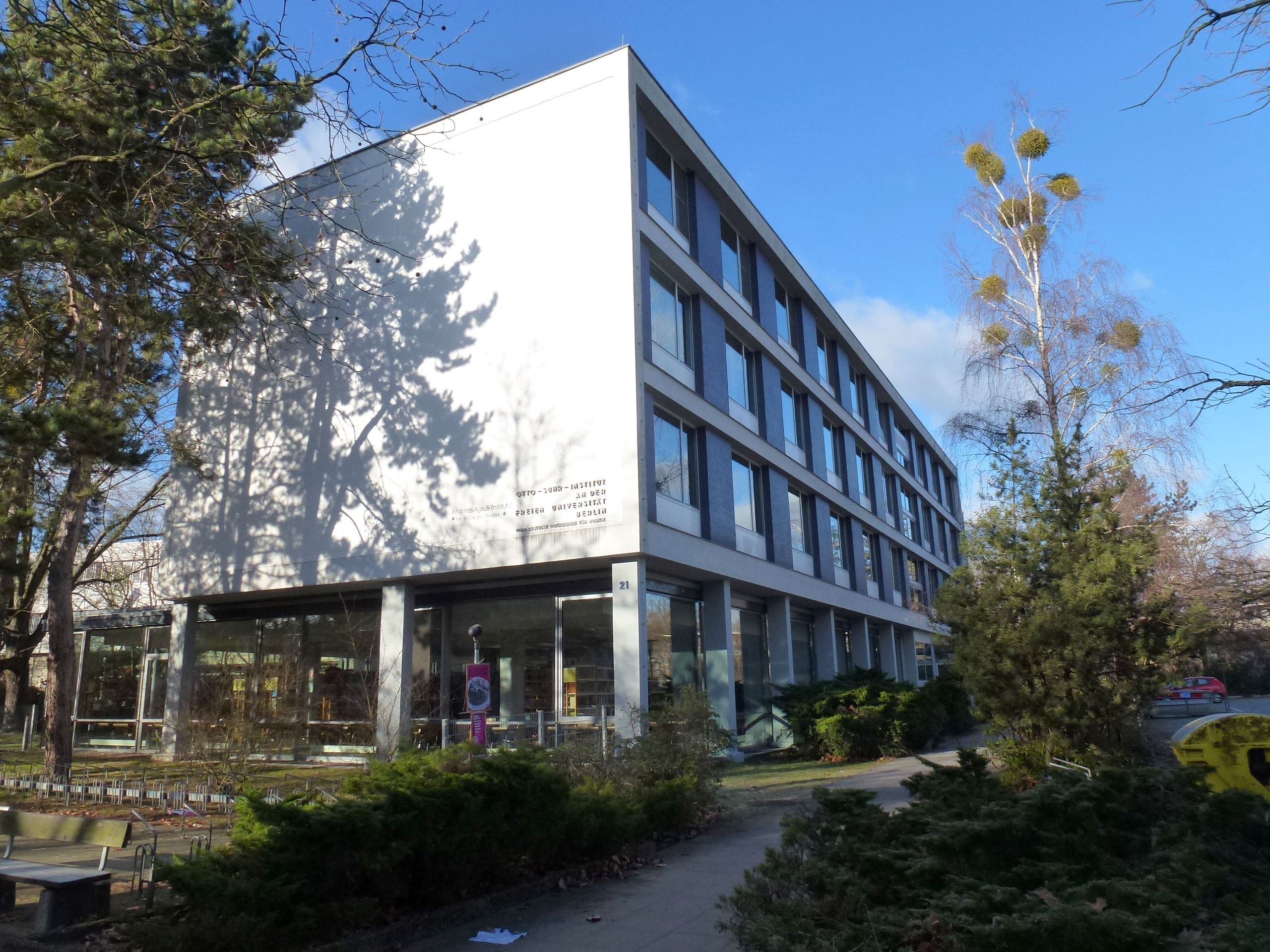
Bâtiment de l'Otto-Suhr-Institut

Lors des mouvements sociaux de 1968, l'OSI est un centre d'idées de la "gauche" puis d'une politique "alternative". Cette image change au cours des années 1970 et 1980 : certains anciens "révolutionnaires" deviennent des professeurs.
Dans le cadre de l'harmonisation internationale des programmes d'études, l'OSI fait sa réforme en 2003 et se dote d'un bachelor et d'un master. En collaboration avec l'université de Potsdam et l'université Humboldt de Berlin, il propose un master en relations internationales. Par ailleurs, l'informatisation soulève des différends entre l'administration et les syndicats de professeurs et d'étudiants. Depuis l'adhésion au programme du Deutsche Forschungsgemeinschaft en 2006, ils critiquent la part croissante des relations internationales, au détriment de la théorie politique et l'histoire des idées.

## Programme de recherche
Les principaux domaines de recherche actuels de l'Otto-Suhr-Institut sont la politique européenne, les relations internationales, la sécurité et la recherche environnementale.

## Programme franco-allemand
- HEC Paris: Le programme concerne une vingtaine d'étudiants venus compléter leur master en management et le master de politique publique de l'université libre de Berlin. En outre, HEC offre chaque année cinq étudiants de l'Otto-Suhr-Institut de venir étudier à Paris.
- Institut d’études politiques de Paris (Sciences Po): les étudiants acquièrent sur quatre semestres une double maîtrise en sciences politiques et sociales de l'université libre de Berlin et aussi de Sciences Po, mentions "Affaires Internationales" ou "Affaires Européennes".

Ce programme d'études est reconnu par l'Université franco-allemande.

## Professeurs de l'OSI
Actuels
| - Ulrich Albrecht - Michael Bolle - Stefan Bollinger - Tanja Börzel - Sven Chojnacki - Nils Diederich - Hajo Funke | - Joachim Jens Hesse - Carsten Koschmieder - Bernd Ladwig - Hans-Joachim Mengel - Gero Neugebauer - Oskar Niedermayer - Volker von Prittwitz - Thomas Risse | - Eberhard Sandschneider - Miranda Schreurs - Michaele Schreyer - Klaus Schroeder - Klaus Segbers - Klaus Roth |

Anciens
| - Johannes Agnoli - Elmar Altvater - Arnulf Baring - Jürgen Bergmann - Friedemann Büttner - Christopher Daase - Jürgen Domes - Theodor Ebert - Jürgen W. Falter - Ossip K. Flechtheim - Ernst Fraenkel - Herta Däubler-Gmelin - Gerhard Göhler - Peter Grottian - Axel Honneth | - Eva Kreisky - Hans Kremendahl - Hartmut Jäckel - Martin Jänicke - Christiane Lemke - Dieter Löcherbach - Peter Lösche - Richard Löwenthal - Siegfried Mielke - Ferdinand Müller-Rommel - Wolf-Dieter Narr - Arnhelm Neusüß - Elisabeth Noelle-Neumann - Bohdan Osadczuk | - Björn Pätzoldt - Ulrich K. Preuß - Hans Reif - Gerhard A. Ritter - Rolf Rosenbrock - Alexander Schwan - Gesine Schwan - Alfons Söllner - Kurt Sontheimer - Peter Steinbach - Richard Stöss - Fritz Vilmar - Heinrich August Winkler - Brigitte Young - Bodo Zeuner - Christoph Zürcher |

## Anciens étudiants
Politique
| - Dorothee Bär - Björn Böhning - Frank Bsirske - Barbara John - Holger Krestel - Martina Krogmann - Reinhard Loske - Walter Momper - Peter Radunski | - Otto Schily - Sabine von Schorlemer - Gesine Schwan - Hermann Scheer - Swen Schulz - Jörg-Otto Spiller - Michael Sommer - Jörg Steinert - Horst Teltschik - Helga Zepp-LaRouche |

Sciences humaines
- Peter Brandt

Journalistes
| - Bela Anda - Franziska Augstein - Jakob Augstein - Annette Dittert - Ruprecht Eser - Ullrich Fichtner - Hermann L. Gremliza - Konstantin von Hammerstein - Volker Heise - Wilm Herlyn - Frank Hornig - Cherno Jobatey - Thomas Klug | - Robin Lautenbach - Ulrich Leidholdt - Lorenz Maroldt - Annette Milz - Roland Nelles - Alexander Niemetz - Patricia Schäfer - Wulf Schmiese - Gabor Steingart - Günter Struve - Anne Will - Andreas Wunn |

Économie
| - Arend Oetker |

## Source, notes et références
- (de) Cet article est partiellement ou en totalité issu de l’article de Wikipédia en allemand intitulé « Otto-Suhr-Institut » (voir la liste des auteurs).